# Hydrillodes obscurior
Hydrillodes obscurior är en fjärilsart som beskrevs av Holloway 1977. Hydrillodes obscurior ingår i släktet Hydrillodes och familjen nattflyn. Inga underarter finns listade i Catalogue of Life.